# Anderson Peters
Anderson Jamal Peters (Parrocchia di Saint Andrew, 21 ottobre 1997) è un giavellottista grenadino, campione mondiale della specialità a Doha 2019 e Oregon 2022.

## Biografia
Il 10 agosto 2019 ai Giochi panamericani di Lima 2019 disputati all'Estadio Atlético de la Villa Deportiva Nacional ha vinto la medaglia d'oro nel lancio del giavellotto, superando il campione in carica trinidadiano Keshorn Walcott (argento) e Albert Reynolds (bronzo). Grazie alle misura di 87,31 metri, ha stabilito il nuovo record dei Giochi ed il record nazionale.

## Record nazionali
Seniores
- Lancio del giavellotto: 93,07 m ( Doha, 13 maggio 2022)

## Palmarès
| Anno | Manifestazione          | Sede           | Evento                  | Risultato | Prestazione | Note                  |
| ---- | ----------------------- | -------------- | ----------------------- | --------- | ----------- | --------------------- |
| 2012 | Giochi CARIFTA          | Hamilton       | Giavellotto U17 (700 g) | Oro       | 60,50 m     |                       |
| 2013 | Giochi CARIFTA          | Nassau         | Getto del peso U17      | Bronzo    | 15,53 m     |                       |
| 2013 | Giochi CARIFTA          | Nassau         | Giavellotto U17 (700 g) | Oro       | 64,01 m     | Record dei campionati |
| 2013 | Mondiali U18            | Donec'k        | Lancio del giavellotto  | 8º        | 70,53 m     |                       |
| 2013 | Panamericani U20        | Medellín       | Giavellotto (800 g)     | 9º        | 61,44 m     | [ 4 ]                 |
| 2014 | Giochi CARIFTA          | Fort-de-France | Giavellotto U18 (700 g) | Oro       | 67,67 m     | Record dei campionati |
| 2014 | Campionati CAC U20      | Morelia        | Lancio del giavellotto  | Oro       | 72,39 m     | Record dei campionati |
| 2015 | Giochi CARIFTA          | Basseterre     | Giavellotto U20 (800 g) | Oro       | 70,09 m     |                       |
| 2015 | Panamericani U20        | Edmonton       | Lancio del giavellotto  | Argento   | 72,11 m     |                       |
| 2016 | Giochi CARIFTA          | Saint George's | Giavellotto U20 (800 g) | Oro       | 78,28 m     | [ 5 ] [ 6 ] [ 7 ]     |
| 2016 | OECS Championships      | Tortola        | Lancio del giavellotto  | Argento   | 76,78 m     | [ 8 ]                 |
| 2016 | Mondiali U20            | Bydgoszcz      | Lancio del giavellotto  | Bronzo    | 79,65 m     | [ 9 ]                 |
| 2017 | OECS Championships      | Saint George's | Lancio del giavellotto  | Oro       | 84,81 m     | Record nazionale      |
| 2017 | Mondiali                | Londra         | Lancio del giavellotto  | 20º (q)   | 78,88 m     |                       |
| 2018 | Giochi del Commonwealth | Gold Coast     | Lancio del giavellotto  | Bronzo    | 82,20 m     |                       |
| 2018 | Giochi CAC              | Barranquilla   | Lancio del giavellotto  | Argento   | 81,80 m     | [ 10 ] [ 11 ]         |
| 2018 | Campionati NACAC        | Toronto        | Lancio del giavellotto  | Oro       | 79,65 m     | Record dei campionati |
| 2019 | Giochi panamericani     | Lima           | Lancio del giavellotto  | Oro       | 87,31 m     | [ 3 ]                 |
| 2019 | Mondiali                | Doha           | Lancio del giavellotto  | Oro       | 86,89 m     |                       |
| 2021 | Giochi olimpici         | Tokyo          | Lancio del giavellotto  | 15º (q)   | 80,42 m     |                       |
| 2022 | Mondiali                | Eugene         | Lancio del giavellotto  | Oro       | 90,54 m     |                       |
| 2022 | Giochi del Commonwealth | Birmingham     | Lancio del giavellotto  | Argento   | 88,64 m     |                       |
| 2023 | Mondiali                | Budapest       | Lancio del giavellotto  | 16º (q)   | 78,49 m     |                       |
| 2024 | Giochi olimpici         | Parigi         | Lancio del giavellotto  | Bronzo    | 88,54 m     |                       |

## Altre competizioni internazionali
2024
- Vincitore della Diamond League nella specialità del lancio del giavellotto